# A Szent Johanna gimi
A Szent Johanna gimi (röviden SzJG) egy nyolc részből (kilenc kötetből) álló ifjúsági regény-sorozat, melynek szerzője Leiner Laura magyar kortárs írónő. A regényt napló formájában olvashatjuk, melyet a sorozat egyik főszereplője, Rentai Renáta ír, aki egy budapesti francia tagozatos gimnázium, a Szent Johanna Alapítványi Gimnázium diákja. A sorozat köteteinek kiadója a Ciceró Könyvstúdió, majd később Laura saját kiadója, az L&L kiadó. Az első kötet (Kezdet) 2010-ben jelent meg, míg az utolsó (Örökké), két kötetből álló rész kiadására 2013-ban került sor. 2013 májusában megjelent egy kiegészítő kötet is Kalauz alcímmel, mely a sorozattal kapcsolatos információkat, érdekességeket tartalmaz. Később a könyvsorozat megjelent Leiner Laura saját kiadójánál, az L&L-nél is. Az úgymond „kilencedik rész” nem jelent meg, az írónő pedig így nyilatkozott: „mindent megírtam, amit szerettem volna, anélkül, hogy akár csak egy szó is kimaradt volna”.
Leiner Laura rendkívüli képességű fiatal szerző, fiatalok tömegeit vezette rá az olvasás élményére. A sorozat a kiadó egy másik sikeres szerzője, az amerikai Meg Cabot figyelmét is felkeltette, az ő ajánlásával jelent meg a nyolcadik kötet.
Okos kis könyv ez, elindult a saját útjára. Én pedig most magára hagyom, elengedem, hiszen én azt hiszem, mindent megtettem, amit lehetett, mindent úgy írtam, ahogy szerettem volna, most pedig elégedett vagyok az eredménnyel, mert tudom, én a kezdetek kezdetén valami ilyesmit akartam a végére. Nem egy finálét, elcsépelt ömlengést vagy túlcsavart szálakat. Úgy érzem, ez a sorozat az egyszerűségével nyerte el mindazt, amit elnyert, én pedig végig tartottam magam ahhoz az elvemhez, miszerint »ez csak egy sztori egy hétköznapi lányról, A FIÚRÓL (csupa nagybetűvel), a tanulásról, a barátairól, a családjáról, az életéről meg úgy általában, a Szent Johanna gimiről«.

## Szereplők
(a leírások spoiler-eket tartalmazhatnak)
- Rentai Renáta (Reni; Ren; Rentai). A könyvsorozat főszereplője; jó tanuló, szabadideje nagy részét olvasással töltő lány, aki az általános iskola befejezését követően felvételt nyert a Szent Johanna Francia Tagozatos Alapítványi Gimnázium 9. B osztályába, és bízik abban, hogy az általános iskolában magányosan töltött évei után sikerül barátokat szereznie. A közösségi munkából is kiveszi a részét, szülei – meteorológus édesanyja, és irodában dolgozó édesapja – állítása szerint mintakamasz. A történet közepére Cortez (lásd alul) szerelme lesz. Virág és Kinga a legjobb barátnői, Kedvenc tanára Kardos (magyartanár), míg a legutáltabb Vladár (rajztanár, később etikatanár).
- Antai-Kelemen Ádám (Cortez). Amerikában élt, gazdag, diplomata szülők jóképű gyermeke. A nagyszüleinél lakik. A gimnázium legnépszerűbb és egyben leglazább tanulója, minden lány szerelmes belé. A történet közepére Reni barátja. Ricsi a legjobb barátja. Tud gitározni, énekelni, gördeszkázni és a magyaron kívül beszél angolul, franciául, spanyolul és portugálul. Viki a volt barátnője. Kardos és ő olyan kapcsolatban van, mint Reni és Vladár. Arnold riválisa.
- Bencze Virág (Emó; Virág). Reni legjobb barátnője; elvált szülők gyermeke, és van egy féltestvére (Beni), aki a negyedik kötetben születik meg. A történet elején emós korszakát éli, nagyon kedves, ugyanakkor nem túl okos lány, ennek ellenére mindenki szereti. Kiválóan rajzol. A történet elején nincs barátja, de a harmadik kötetben megismer egy emós fiút, Doriánt, akibe fülig belezúg és össze is jönnek, de a fiú hatására megváltozik, és kezd a barátai ellen fordulni. Miután egy szilveszteri koncertet követően Dorián le akar feküdni vele, szakítanak. Ezután Dorián zaklatni kezdi Virágot, de végül eltanácsolják az iskolából. A szakítás után Virág megváltozik és elhagyja az emós stílust, nem sokkal később pedig összejön Ricsivel. A történet a végén Ő, Ricsi, Andris és Robi együtt költöznek el Szombathelyre egy albérletbe, hogy Virág tanulhasson a művészeti akadémián.
- Bernáth András (Andris; Rocker). Robi legjobb barátja, a történet elején kocka, aztán rocker, néha kissé őrült. Imádja az AC/DC-t.
- Jacques Chatelain (Zsák). Gábor barátja, a francia cukrászművészet szerelmese, a 11. osztálytól kezdődően iskolarádiós. Reni jó barátja, később beleszeret Flórába.
- Felmayer Dávid (Dave). Zsolti legjobb barátja, a kütyük szerelmese, a történet végére Kinga szerelme. A történet elején mindig Zsoltit akarja bosszantani. Később Macuval is igaz barátságot kötnek.
- Haraszti Róbert (Robi). Andris legjobb barátja, a történet elején kocka később rocker. Imádja a Metallicát.
- Matsuda Okitsugu (Macu). A 11. osztályban csatlakozik az osztályhoz, ő is a kütyük szerelmese. A „nagy mellű tizedikes lány” barátja. Természetesen Edina volt barátja. Arnold helyére jön az osztályba.
- Nagy Zsolt (Zsolti). Az osztály vicces fiúja. A történet elején még túlsúlyos, de Kinga egyik  beszólása után elkezd edzeni, diétázni, rövid időn belül kigyúrt, menő pasi lesz. Az ő garázsában szokott összegyűlni péntek esténként a baráti társaság. Kingával eleinte ki nem állhatják és bosszantják egymást, de végül összebarátkoznak, és össze is jönnek, de szakítanak. Rövid ideig Edina barátja  is volt.
- Neményi Arnold (Neményi). Reni barátja, aki a 11. osztálytól ösztöndíjjal Párizsban tanul tovább. A történet végére összeveszik Renivel. Cortez vetélytársa, mivel mindketten szerelmesek Renibe. Az osztályból csak Renivel és Virággal tud barátkozni, az osztály többi tagja ki nem állhatja.
- Pósa Richárd (Ricsi). Cortez legjobb barátja; az iskola második legmenőbb sráca, akiről a könyvsorozat végére kiderül, hogy az iskola igazgatójának unokaöccse. A történet közepére Virág szerelme. Egy ideig járt Edinával. Arnoldot arrogáns bunkónak tartja.
- Szatmáry Kinga (Kinga). Reni barátnője, maximalista, mindig a legjobban akar teljesíteni az élet minden területén, némelykor pszichopata. Osztálytársai kissé tartanak tőle. Az ötödik kötettől ő lesz az iskolaújság főszerkesztője. A történet végére Dave barátnője. Zsolti volt barátnője.
- Zsidák Gábor (Gábor). A „láthatatlan”, az osztály harmadik jó tanulója, a sudoku és a keresztrejtvény igazi bajnoka, a 11. osztálytól iskolarádiós Jacques-kal legjobb barátjával, Kata szerelme.

Nem osztálytársak:
- Szép Károly (Karcsi). A suli lúzere; szemüveges, olvasókörös és mindenki „Harry Potternek” csúfolja, de Reniék osztálya befogadja. Sokan irigykednek, hogy „vele legalább foglalkoznak.” A történet végén Zsolti vele megy a végzős bálra (csak mint barátok).
- Varga Kata (Kata) A suli egyik gótja, szintén Reniék osztályának elválaszthatatlan tagja. Utolsó évben Gábor barátnője lesz. Kitti lesz az egyik legjobb barátnője.
- Flóra Renivel jár olvasókörre, kedves, szeretnivaló lány. Később Jacques barátnője lesz. Karcsi is szerelmes belé.
- Szatmáry Kitti (Kitti). Kinga húga. Először nagyon beképzelt volt, de nővérének köszönhetően megjavult és Katával lett jóban. A suli másik gótja.
- Tóth Viktória (Viki). 10. osztály elejétől 11. osztály végéig volt jelen a könyvben, mint a Jalapeno trombitása és mint Cortez barátnője. Később kiderült, (amikor már összeveszett a társasággal) Gomba barátnője lett. Reni az ősi ellensége.
- Gomba Ricsi bandatársa volt. 11. osztály szilveszterén részegen rányomult Renire, de Kinga felpofozta és betörte az orrát. Utána bunyózott Ricsivel és Zsoltival is. Később összejött Vikivel.
- Bíró Dorián 10.-től 11.-ig járt a Szent Johannába. Emós volt, így hamar megtalálta a közös hangot Virággal, de átverte őt egy szilveszteri emós koncert után, ahová Reni is ment. Később még zaklatta Virágot, de hamar eltanácsolták az iskolából.
- Peti. Reni emós haverja, akit az emós koncerten ismert meg. Nagyon kedves. Szerelmes a pandasminkű lányba.
- Benõit Kinga elképzelt francia barátja, akivel Zsoltit akarja féltékennyé tenni. Az elején nem érdekli a fiú Zsoltit, de aztán utánanéz, kiderül, hogy Kingáék nem is beszéltek még vele, Zsolti leplezte le Kingát és Renit, hogy nincsen is barátjuk, és végig kamuztak.
- Jerome Reni kitalált barátja csakúgy, mint Kingának Benoit.
- Edina az A-s osztályba jár és bele van esve Cortezbe, de a fiúnak nem kell, ezért utálja Renit. Jó sok barátja volt, főleg Cortez köréből. Barátnői Ivett és Rami, az elején még Tami is.
- Tami A történet elején még Edina csapatát erősíti. Aztán próbál beilleszkedni Reniékhez, de végül más osztályokkal barátkozik. Az A-s lányok közül ő a legnormálisabb.

Tanárok és az iskola dolgozói:
Máday Emília (Máday): Az iskola rettegett igazgatóhelyettese, akitől mindenki tart. Van egy vonalzója, amivel rendszeresen leméri a lányok szoknyájának a hosszát, és ha a ruha túl rövid, hazaküldi őket átöltözni.
Haller Endre: Reniék osztályfőnöke. Próbálja fegyelmezni a diákjait, kevés sikerrel. A tanári karban talán Ő az egyetlen aki a szívén viseli az osztály sorsát. 
Kardos Kálmán: Sokak szerint a legszigorúbb tanár a Szent Johannában. Irodalmat tanít. Reni kedvenc tanára, és  bár nem mondja ki de mindenki tudja hogy Reni a kedvenc diákja. Cortezt kifejezetten rühelli, mindig névtelen dolgozatokat ad be.

## Cselekmény
A történet főszereplője Rentai Renáta, akinek szemszögéből végigkísérhetjük gimnáziumi éveit a Szent Johanna Francia Tagozatos Alapítványi Gimnáziumban. Életében először barátokra és befogadó közösségre talál. Itt találkozik Antai-Kelemen Ádámmal – becenevén Cortezzel. Reni első látásra beleszeret, csakhogy nem vezet könnyű út a suli legsármosabb és legnépszerűbb srácának szívéhez. Reni csetlik-botlik, csakhogy közel kerüljön Cortezhez, ami kezdetben sok kellemetlenséggel jár. Virággal titkos nevén AKÁ-nak hívják. Végigkísérhetjük az osztály minden tagjának történetét az érettségi-bankett napjáig, és hogy miként készítik teljesen ki a tanárokat, különösen a rettegett igazgató-helyettes asszonyt, Mádayt, akinek Zsolti sok verset, dalt ír.

## Részei
- A Szent Johanna gimi 1. – Kezdet. [396 oldal] Budapest: Ciceró Könyvstúdió. 2010. ISBN 9789635397006.
- A Szent Johanna gimi 2. – Együtt. [392 oldal] Budapest: Ciceró Könyvstúdió. 2010. ISBN 9789635397013.
- A Szent Johanna gimi 3. – Egyedül. [457 oldal] Budapest: Ciceró Könyvstúdió. 2010. ISBN 9789635397655.
- A Szent Johanna gimi 4. – Barátok. [464 oldal] Budapest: Ciceró Könyvstúdió. 2011. ISBN 9789635397341.
- A Szent Johanna gimi 5. – Remény. [511 oldal] Budapest: Ciceró Könyvstúdió. 2011. ISBN 9789635397440.
- A Szent Johanna gimi 6. – Ketten. [514 oldal] Budapest: Ciceró Könyvstúdió. 2012. ISBN 9789635397655.
- A Szent Johanna gimi 7. – Útvesztő. [592 oldal] Budapest: Ciceró Könyvstúdió. 2012. ISBN 9789635397907.
- A Szent Johanna gimi 8/1. – Örökké. Budapest: Ciceró Könyvstúdió. 2013. ISBN 9789635398058.
- A Szent Johanna gimi 8/2. – Örökké. Budapest: Ciceró Könyvstúdió. 2013. ISBN 9789635398065.
- A Szent Johanna gimi – Kalauz. Budapest: Ciceró Könyvstúdió. 2013. ISBN 9789635398089.
- A Szent Johanna gimi – Kalauz 2.0

## Fogadtatása és népszerűsége
És a Titok? Mitől röppen ennek a regénynek minden új kötete azonnal a sikerlistákra? Miért imádják, hoznak létre rajongói oldalakat, lájkolnak 23 ezernél is többen, és tülekednek a dedikálásokon a fiatalok? Azért, mert a SzJG sorozat a mai magyar valóságról, a mai gimnazisták életéről, örömeiről, fájdalmairól szól, méghozzá tökéletes (a tinik által lájkolt) hitelességgel, pergő nyelven, fordulatosan, eleven humorral és… És bizony erősen idealizálva ezt a valóságot. […]
Az ifjúságiregény-sorozat rendkívüli népszerűségre tett szert már az első rész megjelenését követően, ezzel A Szent Johanna gimi a 2010-es évek egyik legnépszerűbb és egyik legnagyobb rajongótáborral rendelkező ifjúsági sorozatának számít Magyarországon. Krausz Vera így fogalmazott a sorozat rendkívüli népszerűségével kapcsolatban: „Mindent összevetve nem véletlen, hogy az olvasók minden egyes új kötet megjelenésekor, és dedikálásakor több órás kitartó várakozás után juthatnak hozzá a legfrissebb részhez. Az izgalmas cselekmény, humoros pergő stílus, a szuper, mindemellett nagyon olvasó közeli marketing tevékenység mind hozzájárul ahhoz, hogy A Szent Johanna gimi egy méltán elismert, sikeres (nemcsak tizenéveseknek szóló) tini sorozatként legyen jelen a könyvpiacon”. Egyesek szerint „az elmúlt évek igazi bestsellerének” számít a tinédzserek számára írt könyvek magyar piacán.
A sorozat első, Kezdet alcímet viselő kötete 2010 áprilisában jelent meg a 17. alkalommal megrendezett Budapesti Nemzetközi Könyvfesztiválra, és habár már akkor mutatkozott iránta valamennyi érdeklődés, az első nagyobb sikereket a 81. ünnepi könyvhéten érte el. Krausz Vera kritikus a regénynek a könyvpiacon való egyedisége mellett Leiner Laura „jó humorú, hiteles, gördülékeny” stílusát nevezte meg az első rész különlegességeként, és egy „jól megírt, sokféle korosztály számára élvezhető” sorozat nyitó könyveként írta le.
A második részt –, amelyet az Együtt alcímmel adtak ki, – a 2010. június 3–7-én megtartott 81. ünnepi könyvhét alkalmából jelentették meg. Krausz Vera véleménye szerint „Leiner Laura különleges profizmussal bontja ki a cselekményt, mélyíti hősei személyiségábrázolását,” és teszi az olvasót a sorozat függőjévé. A harmadik rész szintén 2010-ben jelent meg Egyedül alcímmel, a negyediket pedig 2011 áprilisában adták ki, alcíme Barátok lett. Krausz Vera szerint a harmadik és a negyedik részt „már szinte filmszerűen pörgős, forrongó indulatok, snittszerű fordulatok, hirtelen érzelmi kitörések, váratlan események egész sora jellemzi”. A 2011 augusztusában megjelent, Remény alcímmel rendelkező ötödik részben Krausz Vera kritikája szerint a szerzőnő „bebizonyítja, hogy képes olyan nem túlzó, tárgyilagos, hiteles képet festeni a mai magyar fiatalságról, amely nem utolsósorban rendkívüli módon szórakoztató is”, és az író „különleges humorral átitatott hangnemének, pergő történetfűzésének, Reni reménykedésével átitatott csiki-csuki játékának hála egy pillanatra sem válik unalmassá, elkopottá a történet”.
Az „egyre inkább kultuszkönyvnek számító” sorozat 2012 februárjában bemutatott hatodik részében, mely a Ketten alcímet viseli, Krausz Vera szerint a szerelem és a barátság érzelme „kap hangsúlyos szerepet az ismét magával ragadó, izgalmas történések sorában”. A regénysorozat hetedik kötete 2012. augusztus 27-én jelent meg, és az Útvesztő alcímet kapta. Krausz Vera írása szerint a szerző a tőle megszokott könnyedséggel, humorral és fordulatos történetvezetéssel „tökéletesen ábrázolja a szereplők lelkivilágát”. Böszörményi Gyula író, újságíró A Szent Johanna gimi hetedik részének könyvkritikájában így ír a sorozatról: „a Szent Johanna gimi sorozat azért szerethető (sőt, sok olvasója szerint imádható), mert olyan Magyarországot, sulit, családot, közösséget álmodik a tiniknek, amilyenben élni volna jó – amilyenben élniük kellene”.
A Szent Johanna gimi nyolcadik, befejező részét –, amelynek alcíme Örökké lett, – 2013. március 8-án mutatták be első alkalommal a Pesti Magyar Színház épületében. 2013. május 28-án megjelent egy kiegészítő kötet is Kalauz alcímmel, amely többek között a könyvekkel kapcsolatos érdekességeket, kimaradt jeleneteket, gyakran ismételt kérdéseket és elvetett borítóterveket tartalmaz. A kötet illusztrátora Martos Júlia. A sorozat egyes részei megjelenésüket követően nagy sikert arattak a Bookline havonta megjelenő TOP50-es olvasottsági toplistáján. Az első kötet, amely felkerült a listára, a sorozat 4. része volt 2011 áprilisában, ekkor a 24. helyezést érte el. A Szent Johanna gimi 6. – Ketten 2012 márciusában, a sorozat kötetei közül elsőként a toplista első helyezettje lett. 2012 augusztusa volt az első olyan alkalom, amikor A Szent Johanna gimi addig megjelent összes része felkerült a listára. 2013 márciusában, a megjelenésekor a nyolcadik rész első helyezett lett a listán, mellette az összes többi kötet is felkerült a legnépszerűbb ötven könyv közé.
A Libri Könyvkereskedelmi Kft. olvasói sikerkönyveit rangsoroló Aranykönyv nevű szavazáson 2010-ben az első rész, A Szent Johanna gimi 1. – Kezdet a hetedik helyet szerezte meg a magyar szerzők által írt gyermekkönyvek kategóriájában. A 2011-es sikerkönyvek részvételével megrendezett Aranykönyv szavazáson a sorozat két kötete is bekerült az első tíz helyezett közé ugyanebben a kategóriában: a Remény alcímet viselő ötödik kötetet a 4. helyre rangsorolták, A Szent Johanna gimi 4. – Barátok pedig az ötödik helyre került a listán. A könyvsorozat hatodik és hetedik részét a komoly esélyesek között tartják számon a 2012-es könyveket listázó Aranykönyv szavazáson.
| Hónap | Hónap      | Helyezés  | Helyezés  | Helyezés   | Helyezés   | Helyezés  | Helyezés  | Helyezés    | Helyezés  | Helyezés   | Forrás               |
| Hónap | Hónap      | 1. Kezdet | 2. Együtt | 3. Egyedül | 4. Barátok | 5. Remény | 6. Ketten | 7. Útvesztő | 8. Örökké | +1. Kalauz | Forrás               |
| ----- | ---------- | --------- | --------- | ---------- | ---------- | --------- | --------- | ----------- | --------- | ---------- | -------------------- |
| 2011  | április    | –         | –         | –          | 24.        |           |           |             |           |            | [ 22 ]               |
| 2011  | május      | –         | –         | –          | –          |           |           |             |           |            | [ 33 ]               |
| 2011  | június     | –         | –         | –          | –          |           |           |             |           |            | [ 34 ]               |
| 2011  | július     | –         | –         | –          | –          |           |           |             |           |            | [ 35 ]               |
| 2011  | augusztus  | –         | –         | –          | –          | 16.       |           |             |           |            | [ 36 ]               |
| 2011  | szeptember | 45.       | 47.       | 48.        | –          | 11.       |           |             |           |            | [ 37 ]               |
| 2011  | október    | –         | –         | –          | –          | –         |           |             |           |            | [ 38 ]               |
| 2011  | november   | –         | –         | –          | –          | –         |           |             |           |            | [ 39 ]               |
| 2011  | december   | 31.       | –         | –          | –          | –         |           |             |           |            | [ 40 ]               |
| 2012  | január     | –         | 49.       | 47.        | –          | –         |           |             |           |            | [ 41 ]               |
| 2012  | február    | 32.       | –         | –          | 34.        | –         | 8.        |             |           |            | [ 42 ]               |
| 2012  | március    | 23.       | 29.       | –          | 40.        | –         | 1.        |             |           |            | [ 23 ] [ 24 ]        |
| 2012  | április    | 35.       | –         | –          | –          | –         | 21.       |             |           |            | [ 43 ]               |
| 2012  | május      | 24.       | 27.       | 44.        | –          | –         | 41.       |             |           |            | [ 44 ]               |
| 2012  | június     | 37.       | 42.       | 46.        | –          | –         | 35.       |             |           |            | [ 45 ]               |
| 2012  | július     | 26.       | 33.       | 36.        | –          | 41.       | 35.       |             |           |            | [ 46 ]               |
| 2012  | augusztus  | 21.       | 28.       | 42.        | 48.        | 44.       | 29.       | 3.          |           |            | [ 25 ] [ 26 ]        |
| 2012  | szeptember | 19.       | 41.       | –          | –          | 40.       | 29.       | 8.          |           |            | [ 47 ]               |
| 2012  | október    | 27.       | –         | –          | –          | –         | –         | 32.         |           |            | [ 48 ]               |
| 2012  | november   | 32.       | 46.       | –          | –          | –         | –         | –           |           |            | [ 49 ] [ 50 ]        |
| 2012  | december   | –         | –         | –          | –          | –         | –         | –           |           |            | [ 51 ] [ 52 ]        |
| 2013  | január     | 46.       | 16.       | 37.        | 39.        | 36.       | 33.       | 45.         |           |            | [ 53 ] [ 54 ]        |
| 2013  | február    | 7.        | 10.       | 19.        | 35.        | 32.       | 36.       | 29.         |           |            | [ 55 ] [ 56 ]        |
| 2013  | március    | 12.       | 14.       | 16.        | 20.        | 23.       | 18.       | 19.         | 1.        |            | [ 27 ] [ 28 ] [ 29 ] |
| 2013  | április    | 28.       | 19.       | 23.        | 37.        | 47.       | 38.       | 34.         | 7.        |            | [ 57 ]               |
| 2013  | május      | 20.       | 25.       | 37.        | 48.        | 50.       | –         | –           | 22.       | 2.         | [ 58 ]               |
| 2013  | június     | 27.       | 37.       | 21.        | 28.        | 25.       | 34.       | 31.         | 29.       | 16.        | [ 59 ]               |

## További tudnivalók
- A Szent Johanna gimi közösségi weboldala
- A Szent Johanna gimi a Ciceró Könyvstúdió honlapján Archiválva 2012. szeptember 22-i dátummal a Wayback Machine-ben
- Leiner Laura hivatalos weboldala